# Biflod

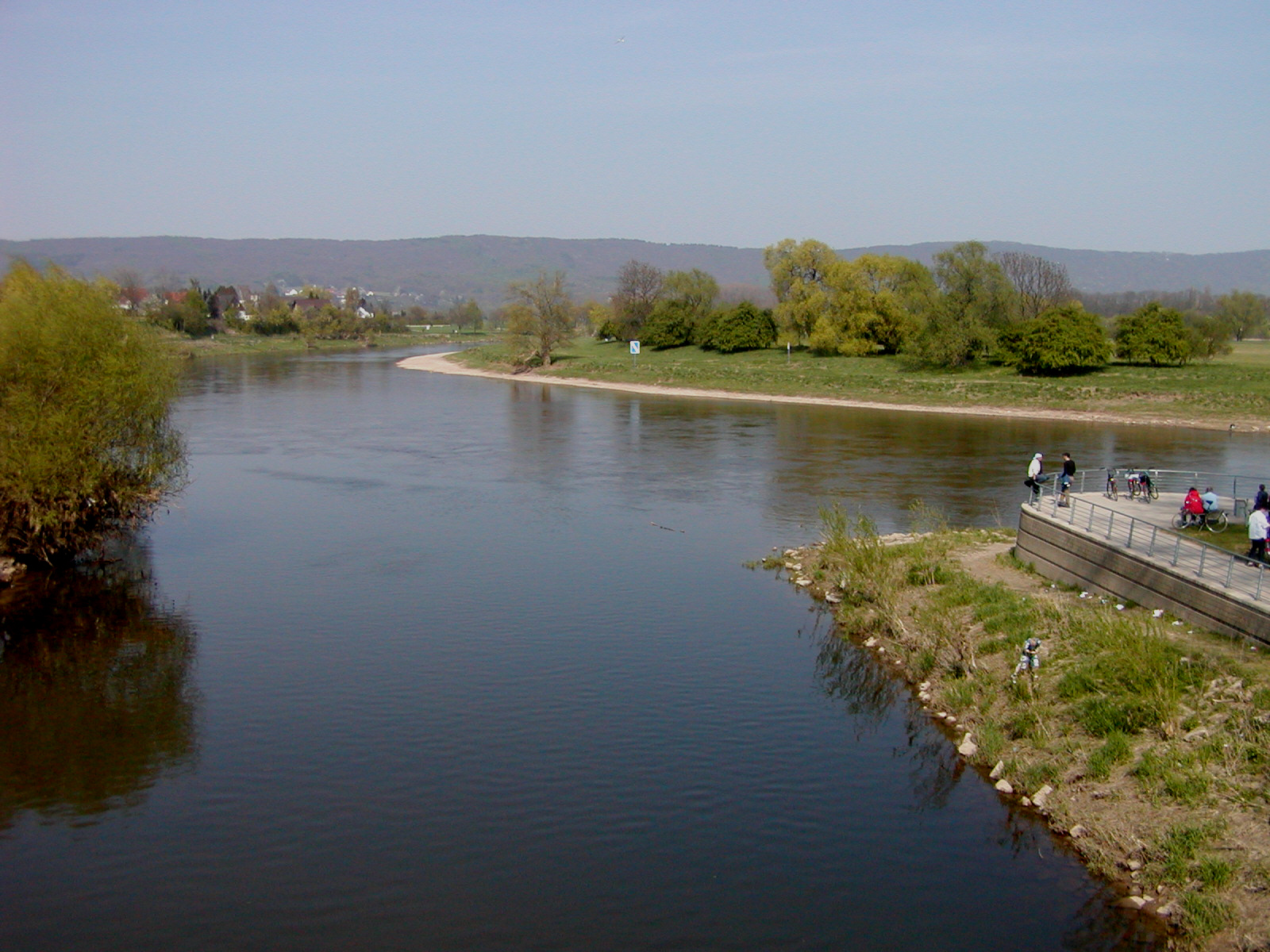
Vänsterbifloden Werre rinner ut i floden Weser, till höger, i norra Tyskland.

En biflod eller ett biflöde är ett vattendrag som inte når havet eller en sjö, utan förenar sig med ett annat, större vattendrag som efter sammanflödet, mötespunkten, ökar i vattenvolym.
Termerna högerbiflod och vänsterbiflod anger om bifloden ansluter till huvudflödet från höger eller vänster sida när man tittar nedströms huvudflödet. Eller uttryckt på annat sätt; om man flyter på en flotte i huvudflödet och en biflod ansluter på höger sida när man flyter förbi, är det en högerbiflod.
När ett vattendrags biflöden anges i orografisk ordning börjar man med det biflöde som är närmast huvudvattendragets källa, fortsätter nedströms och slutar med det biflöde som är närmast huvudvattendragets utlopp.

## Sveriges största bifloder
- Vindelälven – 190 m³/s (till Ume älv)
- Lilla Luleälven – 181 m³/s (till Lule älv)
- Faxälven – 167 m³/s (till Ångermanälven)